# Дубровка (Республіка Алтай)
Дубровка (рос. Дубровка) — селище Маймінського району, Республіка Алтай Росії. Входить до складу Маймінського сільського поселення.
Населення — 441 особа (2015 рік).